# Kaiē Tsitselē
Kaiē Tsitselē (griechisch Καίη Τσιτσέλη, deutsche Schreibung auch Kay Tsitseli, englische Schreibung auch Kay Cicellis, geboren 1926 in Marseille; gestorben am 27. Juni 2001 in Athen, Griechenland) war eine griechisch-französische Schriftstellerin und Übersetzerin.

## Biografie
Tsitselē wurde als Tochter griechischer Eltern in Marseille geboren. Sie wuchs mit der englischen Sprache auf und wurde 1936 nach Griechenland geschickt, um ihre Griechischkenntnisse zu verbessern; dort besuchte sie das American College in Athen. Während der Zeit des Nationalsozialismus lebte sie in Lixouri auf Kefalonia, der Heimat ihres Vaters. Dort begann sie ihre schriftstellerische Karriere mit einer Sammlung von neun Kurzgeschichten, Flut und Ebbe. Sie schrieb nur auf Englisch.
Anschließend unternahm sie zahlreiche Reisen, unter anderem besuchte sie England, Italien, Pakistan, den Irak, Libanon und Nigeria. 1957 heiratete sie und ließ sich 1964 dauerhaft in Athen nieder.

## Werk
Neben ihrem schriftstellerischen Werk war Tsitselē auch als Übersetzerin tätig. Sie übersetzte Stratis Tsirkas, Zesimos Lorentzatos, Menis Koumandareas, Petros Abatzoglou, Aggelou Vlachou, Rhea Galanaki und andere ins Englische. Heinrich Böll bezeichnet Tsitselē als Vertreterin einer neuen Generation englischer Schriftsteller und sagt über ihre Sprache:

„[Tsitselē] arbeitet mit stillen, für eine so junge Frau erstaunlich stillen erzählerischen Mitteln. Ihre Sprache ist von außerordentlicher Zartheit, von jener Zartheit, die nicht romantisch, verspielt, träumerisch ist, die Kraft ausschließt, sondern Kraft voraussetzt. … Die leise Ironie, die Prägnanz und rationale Sinnlichkeit der Bilder, das alles zeigt uns den Stil einer Schriftstellerin, von der man nicht nur sagen kann, daß sie begabt ist, sondern daß sie ihrer Begabung gerecht geworden ist, ihre Mittel sind einfache, keine sensationellen, und ihr ruhiger Stil ist beherrscht von Gestalten, die, wenn auch modern, von jenem Zauber erfüllt sind, den die griechische Mythologie auf uns ausübt.“

## Bibliografie
- The Easy Way (Erzählungen, 1950)
  - Deutsch: Flut und Ebbe : Novellen. Übersetzt von George Hill. Kiepenheuer & Witsch, Köln und Berlin 1952, DNB 450789241.
- No Name in the Street (Roman, 1953)
  - Deutsch: Kein Name bei den Leuten. Übersetzt von Annemarie und Heinrich Böll. Kiepenheuer & Witsch, Köln und Berlin 1953, DNB 450789225.
- Death of a Town (1954)
  - Deutsch: Tod einer Stadt. Übersetzt von Annemarie und Heinrich Böll. Kiepenheuer & Witsch, Köln und Berlin 1956, DNB 450789217.
- Ten Seconds From Now (Roman, 1957)
  - Deutsch: Noch zehn Sekunden. Übersetzt von Anja Hegemann. Kiepenheuer & Witsch, Köln und Berlin 1964, DNB 450789233.
- The Day the Fish Came Out (1967)
  - Deutsch: Der Tag, an dem die Fische kamen. Übersetzt von Birgit Reß-Bohusch. Moewig-Taschenbücher #40, München 1968, DNB 456277803.